# Agloë silvicola
Agloë, monotipski rod zelenih algi iz porodice Chlamydomonadaceae, dio reda Chlamydomonadales. Jedina je vrsta A. silvicola, nekada uključivana u rod Chlamydomonas.

## Sinonimi
- Chlamydomonas silvicola Chodat = Agloë silvicola (Chodat) Pascher
- Agloë biciliata Pascher = Chlamydomonas biciliata (Pascher) Korshikov
- Agloë cylindrica (Chodat) Pascher = Chlamydomonas cylindrica Chodat

## Vanjske poveznice
|  | Wikivrste imaju podatke o taksonu Agloë silvicola |